# Pakrac
Pakrac (v srbské cyrilici Пакрац) je město v Chorvatsku v Požežsko-slavonské župě. Protéká ním řeka Pakra. V roce 2001 zde žilo 8 855 obyvatel. Obyvatelstvo města je historicky národnostně smíšené. Kromě Srbů a Chorvatů se zde v roce 1991 přihlásilo 2 % obyvatel také k české národnosti. Kromě toho v Pakraci historicky žila také italská menšina.
První písemná zmínka o Pakraci pochází z roku 1229. V roce 1256 se zde nacházela mincovna. Město se rozvíjelo v 17. století, kdy zde byl zbudován kostel Nanebevzetí panny Marie. V závěru 19. století se značně zvýšil počet obyvatel Pakrace. V roce 1875 zde byla zbudována synagoga. Roku 1906 získalo město i připojení na elektrickou síť.
Velká část kulturního dědictví města byla zničena během první a druhé světové války. V roce 1960 byly zbořeny poslední pozůstatky zřícenin pakrackého hradu. Město bylo také jedním z dějišť Chorvatské války za nezávislost. V březnu 1991 zde došlo k prvním přestřelkám mezi chorvatským a srbským obyvatelstvem. I místní Češi se zapojili do bojů na straně chorvatského obyvatelstva.